# Tesch und Stabenow

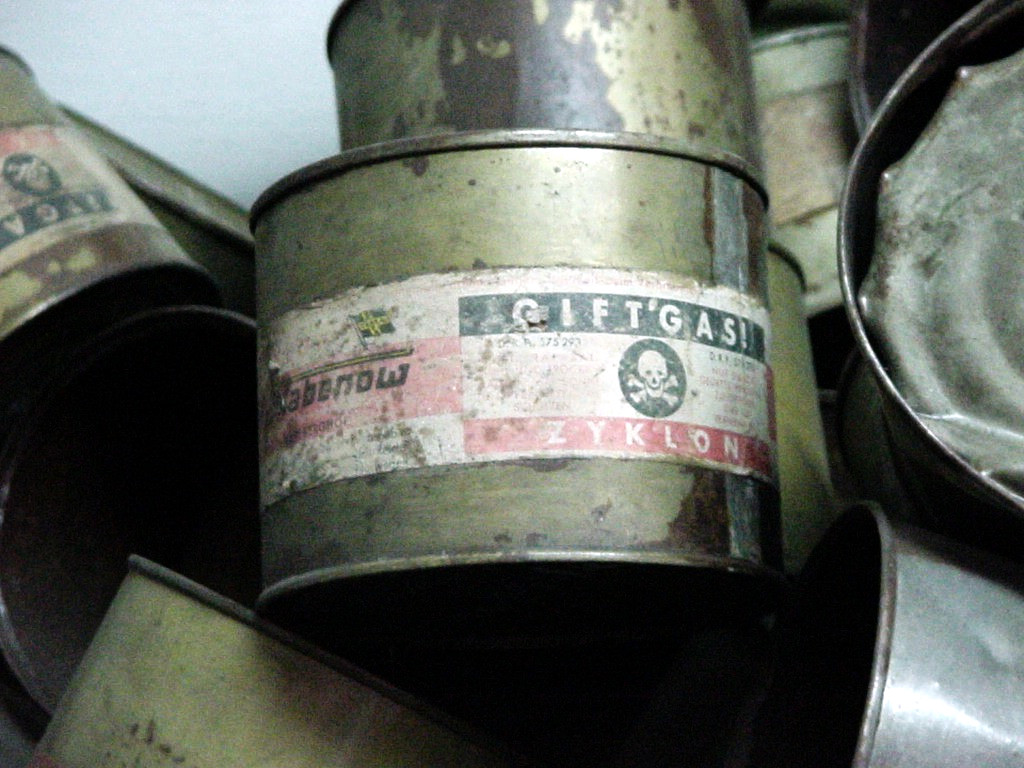
Una latta di Zyklon B

La società Tesch & Stabenow, abbreviata come Testa, fu una delle aziende leader del mercato dei prodotti chimici per il controllo dei parassiti tra il 1924 e il 1945 in Germania. Testa ha distribuito lo Zyklon B, un pesticida costituito da adsorbenti inerti saturi di acido cianidrico, un liquido volatile estremamente tossico per gli animali e l'uomo. Per un uso legittimo come pesticida, lo Zyklon B presentava un odore tipico, per avvertirne la presenza.
La società vendette un particolare tipo di Zyklon B alla Wehrmacht e alle SS ad Auschwitz e Birkenau, privo del tipico odore di avvertimento, dimostrando chiaramente che era destinato all'uso umano.
Due direttori di Testa furono condannati e giustiziati dopo essere stati accusati di aver contribuito allo sterminio di massa di ebrei durante la seconda guerra mondiale.

## Storia
La Tesch & Stabenow è stata fondata nel 1924 ad Amburgo. Nel 1925 l'azienda divenne l'unico distributore di Zyklon B per conto di Degesch, a est dell'Elba.
Nel 1927, Stabenow lasciò l'azienda e Bruno Tesch divenne proprietario del 45% delle azioni dell'azienda. Degesch possedeva il restante 55% delle azioni. Nel giugno 1942 Tesch divenne l'unico proprietario.
Testa distribuì una quantità sempre crescente di gas all'esercito tedesco, e nel 1941 Tesch istruì le SS di Sachsenhausen sull'utilizzo del gas. A partire dal 1941, Testa vendette lo Zyklon B ad Auschwitz-Birkenau, Majdanek, Sachsenhausen, Ravensbrück, Stutthof, Neuengamme, Groß-Rosen e Dachau.
Il più alto tasso di acquisto del gas velenoso fu nel 1943.

## Accusa
Il 3 settembre 1945 gli inglesi arrestarono Bruno Tesch, il direttore Karl Weinbacher e l'impiegato Joachim Drosihn. Furono portati davanti a un tribunale militare e accusati di distribuire il gas ai campi di concentramento con l'intento di uccidere gli umani. Un dipendente ha persino dichiarato che Bruno Tesch stesso suggerì questa idea alle SS.
Tesch e Weinbacher furono condannati e giustiziati nel 1946. Drosihn fu assolto.
La società continuò ad Amburgo dopo la guerra come Testa Gmbh fino al 1979, quando si fuse con la Heerdt-Lingler GmbH (HeLi).